# Sant Fructuós de Cameles
Sant Fructuós, o Fruitós, de Cameles (Saint-Fructueux de Camélas en francès), és l'església parroquial del poble de Cameles, cap de la comuna rossellonesa d'aquest nom.
Està situada a l'extrem nord del poble vell, de la cellera originària de Cameles.

## Història
Església esmentada per primer cop en l'acta de consagració de Sant Miquel de Montoriol d'Amunt, el 1011: S. Fructuosus de Castro Camelas, tenia un territori molt gran, ja que abraçava tot l'actual terme de Castellnou dels Aspres; aquesta dependència consta fins ben avançat el segle xiii. Així mateix, la possessió de Sant Fruitós de Cameles i el seu territori consta en mans del monestir d'Arles. No fou fins al 1451 que la possessió canvià de mans: el bisbe d'Elna la uní aleshores a Sant Joan de Perpinyà.
L'església romànica del segle xi va ser profundament transformada a les reformes dels segles XIV i XVII. Va ser declarada monument històric de França el 1964.

## Arquitectura
Originalment es tractava d'un edifici de tres naus acabat en un absis preromànic rectangular i, banda i banda, les dues absidioles romàniques. La construcció actual consta d'una sola nau, construïda el 1380, a més de dues absidioles a banda i banda de l'absis principal i el campanar, de base quadrada, construït al segle xvii; la base del campanar amaga en bona part l'absidiola sud. Així mateix, la nord queda oculta per una construcció posterior. Un mur construït també al segle xiv amaga l'arc triomfal de l'absis central i els de les absidioles. Es pot veure la finestra de biaix únic de l'absidiola meridional.
A la façana de migdia s'obre un bell portal del segle xii és esculpit en marbre rosat de Vilafranca revestit d'una pàtina daurada; al timpà, dins del marc format per tres arquivoltes, hi apareix una creu llatina envoltada per un cercle. En un dels carreus del muntant dret de la porta hi ha una inscripció: VIII KALENDAS MAI OBIIT GUILA / MATER PETRI DE / CAMELIS (el 8 de les calendes de maig -24 d'abril- morí Guila, mare de Pere de Cameles).
La porta de l'església conserva una ferramenta romànica molt rellevant, amb dues menes d'ornaments combinats: volutes contraposades, fent efecte de mirall, a partir d'uns eixos que són unes tiges que s'obren en els extrems formant dues volutes més. Aquesta ornamentació cobreix els dos batents sencers de la porta, però el detall fa veure que els batents són més moderns, amb la ferramenta muntada sobre els batents nous.

## Mobiliari
Són remarcables els retaules que es conserven a l'interior. El de l'altar major és del 1644-1645, obra de Llàtzer Tramulles: dedicat a sant Fructuós. L'acompanyen les figures dels seus sants diaques, Auguri i Eulogi. A banda i banda de l'altar major hi ha els retaules de santa Agnès (de Francesc Ferrer) i de sant Nicolau; aquest darrer ha estat atribuït a un pintor anònim, que ens ha arribat com el mestre del Rosselló. Va ser realitzat el 1425, segons algunes fonts, o el 1407-1408, segons altres, i es compon de dotze panells d'estil gòtic internacional que narren la vida del sant.
Altres peces d'interès són els retaules de la Immaculada Concepció (del 1644, també de Tremulles) i del Roser (1715), una bella marededéu romànica del segle xii i la capelleta de l'ermita de Sant Martí de la Roca. S'ha indicat que el 1687, l'escultor perpinyanenc Francesc Negre va rebre l'encàrrec d'un crucifix per a l'església. La porta del temple està decorada amb nombrosa ferramenta. En els darrers anys s'han trobat unes pintures murals gòtiques amb imatges de la vida de Jesús.